# سيمبسون جيبسون
سيمبسون جيبسون (بالإنجليزية: Simpson Gibson)‏ هو سياسي بريطاني، ولد في 1945. حزبياً، نشط في الحزب الديمقراطي الاتحادي. في انتخابات الجمعية التشريعية لأيرلندا الشمالية 1982 ‏، انتخب عضو الجمعية التشريعية لأيرلندا الشمالية 1982-1986 ‏ وقد انضم خلال فترته النيابية ‏  للكتلة البرلمانية الحزب الديمقراطي الاتحادي وانتخب عضو الجمعية التشريعية الثالثة لأيرلندا الشمالية عن دائرة Strangford (Assembly constituency) ‏ وقد انضم خلال فترته النيابية ‏ (2 أغسطس 2010 – 24 مارس 2011)  للكتلة البرلمانية الحزب الديمقراطي الاتحادي.